# SPC24
SPC24 (англ. SPC24, NDC80 kinetochore complex component) – білок, який кодується однойменним геном, розташованим у людей на короткому плечі 19-ї хромосоми. Довжина поліпептидного ланцюга білка становить 197 амінокислот, а молекулярна маса — 22 478.
| 10         |  | 20         |  | 30         |  | 40         |  | 50         |
| ---------- |  | ---------- |  | ---------- |  | ---------- |  | ---------- |
| MAAFRDIEEV |  | SQGLLSLLGA |  | NRAEAQQRRL |  | LGRHEQVVER |  | LLETQDGAEK |
| QLREILTMEK |  | EVAQSLLNAK |  | EQVHQGGVEL |  | QQLEAGLQEA |  | GEEDTRLKAS |
| LLYLTRELEE |  | LKEIEADLER |  | QEKEVDEDTT |  | VTIPSAVYVA |  | QLYHQVSKIE |
| WDYECEPGMV |  | KGIHHGPSVA |  | QPIHLDSTQL |  | SRKFISDYLW |  | SLVDTEW    |

A: Аланін

C: Цистеїн

D: Аспарагінова кислота

E: Глутамінова кислота

F: Фенілаланін

G: Гліцин

H: Гістидин

I: Ізолейцин

K: Лізин

L: Лейцин

M: Метіонін

N: Аспарагін

P: Пролін

Q: Глутамін

R: Аргінін

S: Серин

T: Треонін

V: Валін

W: Триптофан

Кодований геном білок за функцією належить до фосфопротеїнів. 
Задіяний у таких біологічних процесах, як клітинний цикл, поділ клітини, мітоз, альтернативний сплайсинг. 
Локалізований у ядрі, хромосомах, центромерах, кінетохорі.